# Ray Evans
Raymond Bernard Evans (Salamanca, 4 februari 1915 – Los Angeles, 15 februari 2007) was een Amerikaans songwriter. Samen met Jay Livingston schreef hij in de jaren 50 veel filmmuziek. Evans schreef meestal de tekst en Livingston de muziek.
Evans studeerde op een high school in Pennsylvania. Daar haalde hij een graad in economie en speelde klarinet in de schoolband.
Livingston en Evans wonnen Academy Awards voor het nummer Buttons and Bows in 1948, geschreven voor de film The Paleface; in 1950 voor het nummer "Mona Lisa", geschreven voor de film Captain Carey, U.S.A.; en in 1956 voor het nummer "Que Sera, Sera", geschreven voor de film van Alfred Hitchcock The Man Who Knew Too Much en gezongen door Doris Day. Een ander bekend nummer dat hij met Livingston schreef was het nummer "Tammy", geschreven voor de film Tammy And The Bachelor uit 1957. Het nummer werd genomineerd voor een Academy Award voor het beste nummer. Livingston en Evans schreven ook populaire TV themes voor shows als Bonanza en Mister Ed. Hun kerstnummer Silver Bells bedoeld voor de Bob Hope film The Lemon Drop Kid uit 1951, behoort tot een kerstklassieker.
In 1958 werden Tony en Jay genomineerd voor een Tony Award voor de musical Oh, Captain!.
Evans, die Joods was, stierf op een leeftijd van 92 jaar in Los Angeles, precies 42e jaar na het overlijden van Nat King Cole, die "Mona Lisa" zo bekend had gemaakt.

## Broadwaywerk
- Sons o' Fun (1941) - revue - tekstschrijver
- Oh Captain! (1958) - musical - co-componist and co-tekstschrijver met Jay Livingston - Tony genomineerd voor Best Musical
- Let It Ride (1961) - musical - co-composer and co-lyricist with Jay Livingston
- Sugar Babies (1979) - revue - tekschschrijver met Jay Livingston voor "The Sugar Baby Bounce"